# Cygnus CRS NG-14
Cygnus CRS NG-14 — четырнадцатая миссия снабжения грузового космического корабля Cygnus компании Northrop Grumman к Международной космической станции по контракту Commercial Resupply Services с НАСА.
Третий запуск корабля Cygnus в рамках контракта CRS2.
Этот космический корабль Cygnus назван в честь Калпаны Чавла — астронавта НАСА, погибшей в катастрофе шаттла «Колумбия», первой женщины-астронавта индийского происхождения, побывавшей в космосе.

## Запуск и стыковка с МКС
Корабль был запущен 3 октября 2020 года в 01:16 UTC и успешно выведен на низкую опорную орбиту. Запуск осуществлялся ракетой-носителем «Антарес-230+» со стартовой площадки LP-0A Среднеатлантического регионального космопорта, входящего в состав космодрома Уоллопс.
Корабль сблизился с МКС 5 октября и в 9:32 UTC был «захвачен» манипулятором «Канадарм2» под управлением астронавта НАСА Криса Кэссиди при поддержке российского космонавта Ивана Вагнера. Стыковка с модулем МКС «Юнити» была завершена в 12:01 UTC того же дня.

## Полезная нагрузка
Общая масса груза, доставляемого на МКС составляет 3519 кг (3551 кг с учётом упаковки). В герметичном отсеке будет доставлено:
- Провизия и вещи для экипажа — 850 кг
- Материалы для научных исследований — 1217 кг
- Оборудование для выхода в открытый космос — 151 кг
- Оборудование и детали станции — 1230 кг
- Компьютеры и комплектующие — 71 кг

На агрегатном отсеке корабля размещён прототип коммуникационного оборудования SharkSat массой 32 кг.

## Отстыковка и завершение миссии
Отстыковка от станции осуществлена 6 января 2021 года в 15:12 UTC.
По завершении миссии, корабль контролируемо сведён с орбиты и разрушился в атмосфере над несудоходной частью Тихого океана.